# Totale institutie
Een totale institutie is een van de buitenwereld afgesloten woon- en werkplaats met een formeel regime, waar een groot aantal personen met een vergelijkbare sociale positie aan is onderworpen. Voorbeelden van deze bijzondere vorm van een institutie zijn onder meer ziekenhuizen, sanatoria, psychiatrische instellingen, bejaardentehuizen, kostscholen, internaten, kloosters, schepen, kazernes en gevangenissen. Het begrip is afkomstig van de socioloog Erving Goffman.
In veel totale instituties zijn er bewoners en personeel, waarbij de laatste niet volledig onderworpen zijn aan het regime. Voor de bewoners geldt echter dat waar wonen, werken en vrije tijd over het algemeen gescheiden zijn, dit in een totale institutie niet het geval is. Hierdoor vermindert of verdwijnt de individualiteit en privacy, terwijl men gebonden is aan het regime van de institutie en een beperkte keuzevrijheid heeft. Er zijn dan ook overeenkomsten met totalitaire samenlevingen.

## Volwaardig burgerschap
Goffman wilde de aandacht vestigen op de negatieve zijde van de totale instituties. Kritiek op deze zijde komt onder meer naar voren in One Flew Over the Cuckoo's Nest van Ken Kesey en Wie is van hout van Jan Foudraine. Er werd daarop gepleit voor een humanere benadering van patiënten, wat in Nederland onder meer leidde tot de Dennendal-affaire. Het 'verdunningsexperiment', waarbij verstandelijke gehandicapten zouden worden opgenomen in de samenleving, riep zoveel reactie op dat het door de regering onder dwang werd beëindigd.
Hierna begon een proces van vermaatschappelijking en begeleid wonen om te komen tot een volwaardig burgerschap van mensen met speciale behoeftes. De kritiek hierop bestaat vooral uit de vraag in hoeverre de samenleving in staat is om al deze mensen op te vangen en wat de gevolgen voor zowel samenleving als betreffenden zijn. 